# Ambérieu-en-Bugey
Ambérieu-en-Bugey es una ciudad y comuna francesa situada en el departamento de Ain, de la región de Auvernia-Ródano-Alpes. Es la cabecera (bureau centralisateur en francés) y mayor población del cantón de su nombre.
Los habitantes se llaman Ambarrois.

## Geografía
Está ubicada en el sur del departamento, en la región del Bajo Bugey, a 30 km al sur de Bourg-en-Bresse y a 40 km al noreste de Lyon.

## Clima
| Parámetros climáticos promedio de Amberieu (France) | Parámetros climáticos promedio de Amberieu (France) | Parámetros climáticos promedio de Amberieu (France) | Parámetros climáticos promedio de Amberieu (France) | Parámetros climáticos promedio de Amberieu (France) | Parámetros climáticos promedio de Amberieu (France) | Parámetros climáticos promedio de Amberieu (France) | Parámetros climáticos promedio de Amberieu (France) | Parámetros climáticos promedio de Amberieu (France) | Parámetros climáticos promedio de Amberieu (France) | Parámetros climáticos promedio de Amberieu (France) | Parámetros climáticos promedio de Amberieu (France) | Parámetros climáticos promedio de Amberieu (France) | Parámetros climáticos promedio de Amberieu (France) |
| Mes                                                 | Ene.                                                | Feb.                                                | Mar.                                                | Abr.                                                | May.                                                | Jun.                                                | Jul.                                                | Ago.                                                | Sep.                                                | Oct.                                                | Nov.                                                | Dic.                                                | Anual                                               |
| --------------------------------------------------- | --------------------------------------------------- | --------------------------------------------------- | --------------------------------------------------- | --------------------------------------------------- | --------------------------------------------------- | --------------------------------------------------- | --------------------------------------------------- | --------------------------------------------------- | --------------------------------------------------- | --------------------------------------------------- | --------------------------------------------------- | --------------------------------------------------- | --------------------------------------------------- |
| Temp. máx. abs. (°C)                                | 18.1                                                | 22.9                                                | 26.6                                                | 28.6                                                | 34.4                                                | 38.1                                                | 40.2                                                | 40.3                                                | 35.4                                                | 28.9                                                | 23.2                                                | 21.3                                                | 40.3                                                |
| Temp. máx. media (°C)                               | 5.8                                                 | 8                                                   | 12.1                                                | 15.1                                                | 19.8                                                | 23.1                                                | 26.4                                                | 26.2                                                | 21.8                                                | 16.2                                                | 9.9                                                 | 6.7                                                 | 16                                                  |
| Temp. media (°C)                                    | 2.4                                                 | 4                                                   | 7.1                                                 | 9.7                                                 | 14.3                                                | 17.3                                                | 20.2                                                | 19.9                                                | 16.2                                                | 11.7                                                | 6.2                                                 | 3.5                                                 | 11.1                                                |
| Temp. mín. media (°C)                               | -1                                                  | 0                                                   | 2                                                   | 4.2                                                 | 8.8                                                 | 11.5                                                | 13.9                                                | 13.6                                                | 10.5                                                | 7.2                                                 | 2.4                                                 | 0.3                                                 | 6.2                                                 |
| Temp. mín. abs. (°C)                                | -26.9                                               | -20.8                                               | -15.5                                               | -6.1                                                | -3.3                                                | 1.3                                                 | 3.6                                                 | 3                                                   | -1.2                                                | -7.2                                                | -10                                                 | -17.3                                               | -26.9                                               |
| Precipitación total (mm)                            | 88.4                                                | 88.3                                                | 82.5                                                | 94.4                                                | 115                                                 | 99.7                                                | 76.1                                                | 81.2                                                | 121.1                                               | 115.2                                               | 109.9                                               | 96.1                                                | 1167.9                                              |
| Horas de sol                                        | 59.3                                                | 93                                                  | 145.6                                               | 179.6                                               | 206.2                                               | 242.7                                               | 282.8                                               | 253.7                                               | 190.8                                               | 115.1                                               | 70.5                                                | 53.7                                                | 1862.7                                              |
| Fuente: Météo climat stats «Clima de Amberieu».     |                                                     |                                                     |                                                     |                                                     |                                                     |                                                     |                                                     |                                                     |                                                     |                                                     |                                                     |                                                     |                                                     |

## Demografía
| Gráfica de evolución demográfica de Ambérieu-en-Bugey entre 2006 y 2021 |
|                                                                         |

Fuentes: INSEE.

## Políticos
Elecciones Presidential Segunda Vuelta:
| Elección | Elección | Candidato Ganador | Partido | %     |
| -------- | -------- | ----------------- | ------- | ----- |
|          | 2022     | Emmanuel Macron   | LREM    | 54,14 |
|          | 2017     | Emmanuel Macron   | EM      | 58,89 |
|          | 2012     | François Hollande | PS      | 50,41 |
|          | 2007     | Nicolas Sarkozy   | UMP     | 52,08 |
|          | 2002     | Jacques Chirac    | RPR     | 78,35 |